# تمیز (میرجاوه)
تمیز روستایی در دهستان تمین بخش لادیز شهرستان میرجاوه استان سیستان و بلوچستان ایران است.

## جمعیت
بر پایه سرشماری عمومی نفوس و مسکن در سال ۱۳۹۵ جمعیت این مکان ۱۴۶ نفر (۵۱خانوار) بوده‌است.و ساکنان آن از طایفه مرادزهی می باشند 